# Banisilan
Banisilan ist eine philippinische Stadtgemeinde in der Provinz Cotabato. Sie hat 43.677 Einwohner (Zensus 1. August 2015).

## Baranggays
Banisilan ist politisch in 20 Baranggays unterteilt.
| - Banisilan Poblacion - Busaon - Capayangan - Carugmanan - Gastav - Kalawaig - Kiaring - Malagap - Malinao - Miguel Macasarte | - Pantar - Paradise - Pinamulaan - Poblacion II - Puting-bato - Solama - Thailand - Tinimbacan - Tumbao-Camalig - Wadya |